# کیم یونگ-ایل (کشتی‌گیر)
کیم یونگ-ایل (انگلیسی: Kim Young-il؛ زادهٔ ۲۵ مهٔ ۱۹۷۰) کشتی‌گیر اهل کره جنوبی بود.
وی در مسابقات کشوری و بین‌المللی در مجموع برندهٔ ۱ مدال طلا شده‌است.